# 鈴木湧太
鈴木 湧太（すずき ゆうた、1991年11月28日 - ）は、元子役である。

## 略歴
2002年4月、ジュネス企画に所属し、NHK教育『ひとりでできるもん!どきドキキッチン』で、芸能界デビュー。春野ゆう太役として、2年間出演し人気となる。

## 出演

### 教育番組
- ひとりでできるもん!どきドキキッチン（2002年4月[1] - 2004年3月、NHK教育） - 春野ゆう太 役
- 英語であそぼ（2003年9月26日、NHK教育） - 春野勇太としてゲスト出演

### 音楽バラエティ
- Ya-Ya-yah（2004年8月 - 2006年、テレビ東京）[要出典]
- ザ少年倶楽部（2004年 - 2006年、NHKBS2・BShi）[要出典]

## 作品

### CD
- ぜったいに元気！
- つくレッツ！うたのフルコース
- グッデイモーニング

### VIDEO
- おまかせクッキングスペシャル

### VIDEO・DVD
- わざありかんたんつくレッツ